# Johan Willem van Saksen-Eisenach
Johan Willem van Saksen-Eisenach (Friedewald, 17 oktober 1666 - Eisenach, 7 januari 1729) was van 1698 tot aan zijn dood hertog van Saksen-Eisenach. Hij behoorde tot de Ernestijnse linie van het huis Wettin.

## Levensloop
Johan Willem was de derde zoon van hertog Johan George I van Saksen-Eisenach en diens echtgenote Johannetta, dochter van graaf Ernst van Sayn-Wittgenstein. 
Na de dood van zijn oudere broer Johan George II werd hij in 1698 hertog van Saksen-Eisenach. Op grond van het testament van zijn ouders had hij in 1686 ook de landshoogheid over het graafschap Sayn-Altenkirchen gekregen. Onder zijn regering kende Saksen-Eisenach een culturele bloei, die te herleiden was naar zijn hofkapel, waarvan het prominentste lid componist Georg Philipp Telemann was.
In januari 1729 stierf hij op 62-jarige leeftijd.

## Huwelijk en nakomelingen
Johan Willem was viermaal gehuwd. Op 28 november 1690 huwde hij met zijn eerste echtgenote Amalia (1655-1695), dochter van vorst Willem Frederik van Nassau-Dietz. Ze kregen twee kinderen:
- Willem Hendrik (1691-1741), hertog van Saksen-Eisenach
- Albertine Johannetta (1693-1700)

Op 27 februari 1697 huwde Johan Willem met zijn tweede echtgenote Christiane Juliana (1678-1707), dochter van prins Karel Gustaaf van Baden-Durlach. Ze kregen zeven kinderen:
- Johannetta Antoinette Juliana (1698-1726), huwde in 1721 met hertog Johan Adolf II van Saksen-Weißenfels
- Carolina Christina (1699-1743), huwde in 1725 met landgraaf Karel I van Hessen-Philippsthal
- Anton Gustaaf (1700-1710)
- Charlotte Wilhelmina Juliana (1703-1774)
- Johannetta Wilhelmina Juliana (1704-1705)
- Karel Willem (1706-1706)
- Karel August (1707-1711)

Op 28 juli 1708 huwde hij met zijn derde echtgenote Magdalena Sybilla (1673-1726), dochter van hertog Johan Adolf I van Saksen-Weißenfels. Ze kregen drie kinderen:
- Johanna Magdalena Sophia (1710-1711)
- Christiane Wilhelmina (1711-1740), huwde in 1734 met vorst Karel van Nassau-Usingen
- Johan Willem (1713-1713)

Op 29 mei 1727 huwde Johan Willem met zijn vierde en laatste echtgenote Maria Christina Felicitas (1692-1734), dochter van vorst Johan Karel August van Leiningen-Dagsburg-Falkenburg-Heidesheim en weduwe van prins Christoffel van Baden-Durlach. Het huwelijk bleef kinderloos.